# 루테니아어

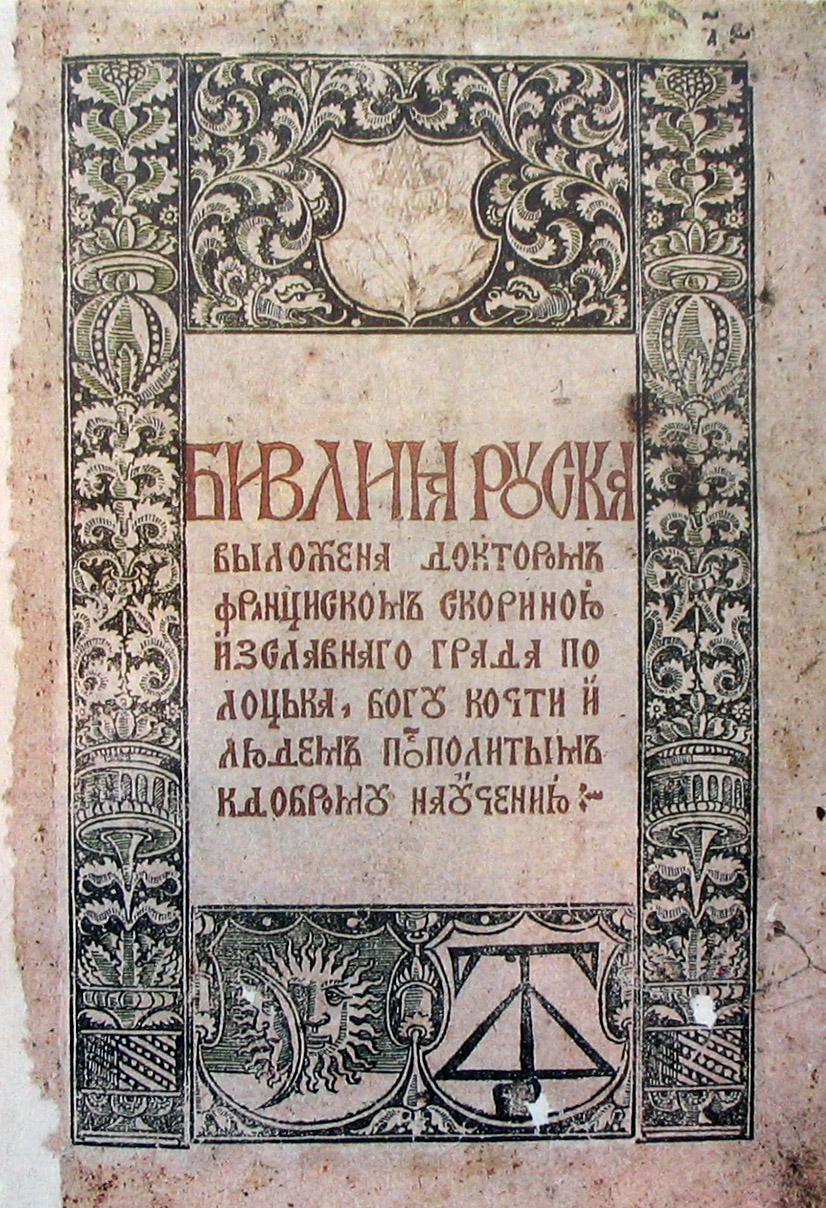

루테니아어는 15-18세기에 폴란드-리투아니아 연방 지역에서 사용되던 동슬라브어군 언어를 통틀어 가리키던 말이다. 그 영역은 대략 오늘날의 벨라루스와 우크라이나를 합한 지역에 해당하는 루테니아로 불리었다. 18세기 말에는 지역에 따라 벨라루스어, 우크라이나어, 루신어로 분화되었다. 한편 언어학계에서 현대 동슬라브어와 루테니아어의 관계, 그리고 고대 동슬라브어와 루테니아어의 관계는 많은 논쟁의 대상이다.

## 같이 보기
- 루테니아
- 폴란드-리투아니아